# Adrian Vanderstraaten
Pour plus de détails, voir Fiche technique et Distribution.
Adrian Vanderstraaten est un film muet autrichien réalisé par Robert Land, sorti en 1919.

## Fiche technique
- Titre original : Adrian Vanderstraaten
- Réalisation : Robert Land
- Directeur de la photographie : Otto Kanturek
- Pays d'origine :  Autriche
- Société de production : Burg-Film
- Longueur :
- Format : Noir et blanc - Muet
- Dates de sortie : 
  -  Autriche : 1919

## Distribution
- Armin Seydelmann : Cornelius Vanderstraaen
- Anna Kallina : Clarisse
- Eugen Frank : Hendrik de Witt
- Maria Mayen : Beatrix
- Alfred Gerasch
- Franz Herterich : Gysprecht de Witt
- Fritz Müller : Van Amstel
- Walter Huber : Dr. Gerard van Amstel
- Suzanne Osten : Madame Perera
- Helene Burg
- Paul Monza : Tim
- Fritz Rechmann
- Alfred Roth